# Нидлс (Калифорнија)
Нидлс (енгл. Needles) град је у америчкој савезној држави Калифорнија. По попису становништва из 2010. у њему је живело 4.844 становника.

## Демографија
Према попису становништва из 2010. у граду је живело 4.844 становника, што је 14 (0,3%) становника више него 2000. године.
| Група             | 2000.         | 2010.         |
| Белци             | 3.358 (69,5%) | 3.169 (65,4%) |
| Афроамериканци    | 78 (1,6%)     | 95 (2,0%)     |
| Азијати           | 69 (1,4%)     | 35 (0,7%)     |
| Хиспаноамериканци | 887 (18,4%)   | 1.083 (22,4%) |
| Укупно            | 4.830         | 4.844         |